# Teilhardina
Teilhardina fou un primat similar als titís (subfamília Callitrichinae) que visqué a Àfrica, Amèrica i Àsia des de finals del Paleocè fins a mitjans de l'Eocè, fa entre 56 i 47 milions d'anys. El paleontòleg George Gaylord Simpson l'anomenà en honor del paleontòleg i filòsof jesuïta Teilhard de Chardin. Se'n coneixen diverses espècies.
La classificació d'aquest gènere és incerta i és considerat polifilètic. Dues espècies (T. belgica i T. asiatica) probablement són haplorrins, relacionats igualment amb els ancestres dels tarsers i simis d'avui en dia, i el gènere hauria d'incloure aquestes dues espècies únicament. Els altres semblen omòmids anaptomorfs (més relacionats amb els tarsers que amb els simis) i haurien de ser inclosos en un nou gènere.